# (I Wanna See You) Push It Baby
„(I Wanna See You) Push It Baby” – singel Pretty'ego Ricky'ego wykonany wspólnie z Seanem Paulem oraz wydany w 2007 roku.

## Lista utworów
- CD maxi–singel (22 czerwca 2007)[1]

1. „(I Wanna See You) Push It Baby” (Album Edit)
2. „(I Wanna See You) Push It Baby” (Instrumental)

- CD singel promo (2007)[2]

1. „(I Wanna See You) Push It Baby” (Album Edit)
2. „(I Wanna See You) Push It Baby” (Instrumental)

- Płyta gramofonowa (2007)[3]

A1 „(I Wanna See You) Push It Baby” (Amended Album Version)
B1 „(I Wanna See You) Push It Baby” (Instrumental)
B2 „(I Wanna See You) Push It Baby” (Amended A Cappella)

## Notowania na listach przebojów
| Kraj/Region       | Lista (2007)                       | Najwyższa pozycja |
| ----------------- | ---------------------------------- | ----------------- |
| Finlandia         | Top 20 Singles                     | 2                 |
| Stany Zjednoczone | US Billboard Hot Rap Tracks        | 18                |
| Stany Zjednoczone | US Billboard Hot R&B/Hip-Hop Songs | 51                |
| Niemcy            | Top 100 Singles                    | 67                |